# Ковтач
Ковтач (Prodotiscus) — рід дятлоподібних птахів родини воскоїдових (Indicatoridae). Містить 3 види.

## Поширення
Представники роду поширені в Субсахарській Африці. Живуть у тропічних лісах.

## Опис
Тіло завдовжки 10-13,5 см; вага — 8,9–16,5 г.

## Спосіб життя
На відміну від інших воскоїдових, вони не живляться бджолиним воском. Полюють на комах та п'ють нектар. Гніздові паразити. Відкладають яйця у гнізда таміків і нектарок.

## Види
- Ковтач карликовий (Prodotiscus insignis)
- Ковтач світлочеревий (Prodotiscus regulus)
- Ковтач сіроголовий (Prodotiscus zambesiae)